# José Ignacio Paliza
José Ignacio Ramón Paliza Nouel (Santo Domingo, Distrito Nacional; 1 de septiembre de 1981) es un político y abogado dominicano. Es presidente del Partido Revolucionario Moderno desde el 14 de junio de 2018. Actualmente es Ministro de la Presidencia en el gobierno de Luis Abinader desde el 16 de agosto de 2024, después de haber desempeñado como Ministro Administrativo de la Presidencia. Paliza tiene una amplia trayectoria como legislador, habiéndose desempeñado como diputado desde el 2010 hasta el 2016, y luego como senador del 2016 al 2020, representando en ambas curules a la provincia de Puerto Plata.

## Biografía

### Primeros años, familia y educación
José Ignacio Ramón Paliza Nouel, nace el 1 de septiembre de 1981, en Santo Domingo, República Dominicana. Es hijo de Grace Malvina Nouel Henríquez y del empresario Juan Ignacio Paliza García (1946–2014). Su abuelo paterno fue un inmigrante español que se dedicó a la producción cafetalera al llegar al país.
Realizó sus estudios primarios en el Colegio San José en Puerto Plata, y los secundarios, en el Colegio Preuniversitario Lux Mundi en Santo Domingo.
En el 2003 obtuvo una licenciatura en Derecho (magna cum laude), en la Universidad Iberoamericana (UNIBE); Magíster en Estudios Internacionales del Derecho de la Universidad de Georgetown, Washington D. C. en 2005; Magíster en Derecho con un Certificado en Negocios y Políticas Públicas de la Escuela de Derecho y del Wharton Business School de la Universidad de Pensilvania, Filadelfia en el 2006; y Certificado en Administración de Finanzas Públicas de la Escuela de Gobierno John F. Kennedy de la Universidad de Harvard, Cambridge, Massachusetts en el 2007.

## Carrera

#### Reconocimientos y méritos
A lo largo de su carrera ha recibido numerosos reconocimientos nacionales, al igual que varias distinciones internacionales, entre las que se pueden mencionar:
- Medalla al Mérito Juvenil: otorgada por el Senado de la República Dominicana en 1999 con motivo de la celebración del Día Nacional de la Juventud;
- Delegado Dominicano ante el Encuentro Mundial de Líderes del Futuro: organizado por Presidential Classroom, en la ciudad de Washington D. C.;
- Global Shaper del Foro Económico Mundial: representante dominicano, 2011;
- Honor al Mérito: otorgado por la Universidad Tecnológica de Santiago, 2017.

Fue designado en junio del 2005 Secretario Político del Partido Revolucionario Dominicano (PRD), alcanzando dicha distinción con apenas 23 años de edad. El 16 de agosto del 2010 fue juramentado como diputado al Congreso Nacional en representación de la provincia de Puerto Plata, siendo el legislador más joven en ocupar asiento en el Congreso Nacional de la República Dominicana.  En las elecciones de mayo del 2016, fue elegido Senador de la República en representación de la Provincia de Puerto Plata. Actualmente, es Presidente del Partido Revolucionario Moderno.
El 16 de agosto de 2020, el nuevo Presidente Constitucional de la República Dominicana, Luis Abinader lo nombra, por medio del Decreto Presidencial 324-20, Ministro Administrativo de la Presidencia.Y, el 16 de agosto de 2024, el reelecto Presidente de la República Dominicana,  Luis Abinader, lo nombró como Ministro de la Presidencia de la República Dominicana.